# Natal'ja Ustinova
Natal'ja Andreevna Ustinova (in russo Наталья Андреевна Устинова?; Tashkent, 22 dicembre 1944) è un'ex nuotatrice uzbeka, fino al 1992 sovietica.

## Carriera
Specializzata nello stile libero, partecipò alla vittoria della medaglia di bronzo nella 4x100m misti alle Olimpiadi di Tokyo 1964.

## Palmarès
- Giochi olimpici

Tokyo 1964: bronzo nella 4x100m misti.
- Europei di nuoto

Utrecht 1966: oro nella 4x100m stile libero.